# Роберто Уго (герцог Пармский)
Роберто Уго Бурбон-Пармский (итал. Roberto Ugo di Borbone-Parma; 7 августа 1909, Вайльбург, Гессен — 25 ноября 1974, Вена) — глава Пармских Бурбонов и титулярный герцог Пармы (1959—1974).

## Жизнь
Роберто Уго родился в замке Вайльбурга; он был третьим ребёнком и вторым сыном в семье Элии, герцога Пармского (1880—1959) и эрцгерцогини Марии Анны Австрийской (1882—1940). У него был старший брат Карло, однако он умер в детстве; поэтому Роберто Уго наследовал своему отцу на посту главы Пармских Бурбонов после его смерти в 1959 году. Он умер в 1974 году в Вене. Он никогда не был женат и не имел детей, поэтому ему наследовал его дядя Ксавье.

## Награды
— кавалер Ордена Золотого руна